# Se, tidens timglas sjunker
Se, tidens timglas sjunker är en sång av Anne Ross Cousin, född Cundell som översattes till svenska av Erik Nyström. Enligt SMF:s musikbok 1894 är musiken av Chrétien Urhan.

## Publicerad i
- Svenska Missionsförbundets sångbok 1894 som nr 506.
- Svenska Missionsförbundets sångbok 1920 som nr 708 under rubriken "Årsskifte."
- Sionstoner 1935 som nr 700 under rubriken "Uppståndelsen, domen och det eviga livet".